# Elecciones estatales de Baviera de 1978
Las elecciones estatales de Baviera de 1978 se llevaron a cabo el 15 de octubre de ese año.
En Baviera la CSU revalidó su abrumadora mayoría (29 puntos por encima del segundo partido). Esta vez obtuvo casi el 60 % de los votos, aunque perdió 3 puntos y 3 escaños.
Los socialdemócratas ganaron más de 1 punto y 1 escaño.
Los liberales ganaron 1 punto y 2 escaños.
Los resultados fueron:
| Partido Político | Partido Político                                 | Porcentaje | Escaños |
| ---------------- | ------------------------------------------------ | ---------- | ------- |
|                  | Unión Social Cristiana de Baviera (CSU)          | 59,1       | 129     |
|                  | Partido Socialdemócrata de Alemania (SPD)        | 31,4       | 65      |
|                  | Partido Democrático Libre (FDP)                  | 6,2        | 10      |
|                  | Aktionsgemeinschaft Unabhängiger Deutscher (AUD) | 1,8        | 0       |
|                  | Partido Nacionaldemócrata de Alemania (NPD)      | 0,6        | 0       |
|                  | Partido de Baviera                               | 0,4        | 0       |
|                  | Partido Comunista Alemán (DKP)                   | 0,3        | 0       |

| Predecesor: 1974 | Elecciones de Baviera 1978 | Sucesor: 1982 |

- Datos: Q1804064
- Multimedia: 1978 Bavarian state election / Q1804064